# Tabakried

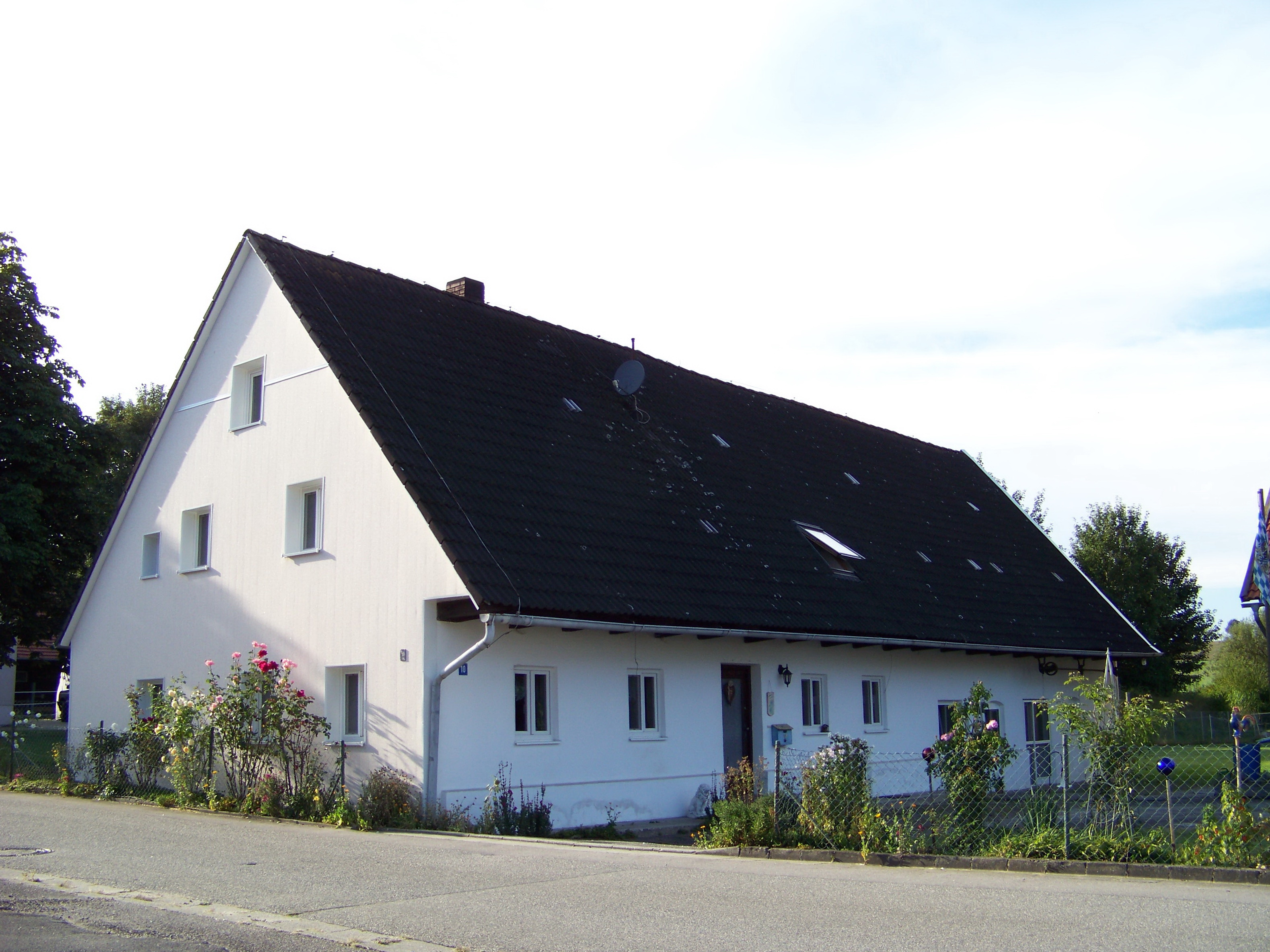
Denkmalgeschütztes Haus (Tabakried 10), ein Massivbau mit Greddach

Tabakried ist ein Gemeindeteil des Marktes Pfeffenhausen im niederbayerischen Landkreis Landshut.

## Geographie
Das Dorf liegt nordwestlich des Kernortes Pfeffenhausen. Unweit nördlich verläuft die Kreisstraße LA 41, östlich die Bundesstraße 299. 

## Kommunale Zugehörigkeit
Der Ort gehörte zur Gemeinde Niederhornbach, die am 1. Mai 1978 mit Gemeindeteilen in den Markt Pfeffenhausen eingegliedert wurde. Die Einwohnerzahl von Tabakried hat sich seit der Volkszählung 1987 auf etwa 65 (Stand 2023) erhöht. 

## Baudenkmäler
In der Liste der Baudenkmäler in Pfeffenhausen ist für Tabakried ein Baudenkmal aufgeführt:
- Das Haus Nr. 10, ein Wohngebäude eines ehemaligen Hakenhofes, ist ein eingeschossiger Massivbau mit Greddach. Es wurde in der ersten Hälfte des 19. Jahrhunderts errichtet.